# Woody Woodpecker: Escape from Buzz Buzzard Park
Woody Woodpecker: Escape from Buzz Buzzard Park es un videojuego de plataformas publicado para PlayStation 2, Windows y Game Boy Color en 2001 por DreamCatcher Interactive. El juego se basó en la serie animada El nuevo show del Pájaro Loco (y a su vez en la serie de animación clásica del mismo nombre por el animador Walter Lantz).
- Datos: Q8033716